# Campionati del mondo di atletica leggera 1983 - Decathlon
La gare di decathlon dei campionati del mondo di atletica leggera 1983 si sono svolte il 12 e 13 agosto 1983 allo Stadio Olimpico di Helsinki, in Finlandia.

## Podio
| Pos.    | Atleta          | Nazionalità    | Punti    |
| ------- | --------------- | -------------- | -------- |
| Oro     | Daley Thompson  | Regno Unito    | 8 666 Pt |
| Argento | Jürgen Hingsen  | Germania Ovest | 8 561 Pt |
| Bronzo  | Siegfried Wentz | Germania Ovest | 8 478 Pt |

## Situazione pre-gara

### Record
Prima di questa competizione, il record del mondo (RM) era il seguente:
| Record          | Prestazione | Atleta                  | Data                                                 | Competizione |
| --------------- | ----------- | ----------------------- | ---------------------------------------------------- | ------------ |
| Record mondiale | 8 779 Pt    | Jürgen Hingsen Germania | 5 giugno 1983 Filderstadt-Bernhausen, Germania Ovest |              |

### Campioni in carica
I campioni in carica, a livello mondiale e olimpico, erano:
| Campione | Atleta                     | Prestazione  | Data                                   | Competizione         |
| -------- | -------------------------- | ------------ | -------------------------------------- | -------------------- |
| Olimpico | Daley Thompson Regno Unito | 8 495 Pt     | 26 luglio 1980 Mosca, Unione Sovietica | Giochi olimpici 1980 |
| Mondiale | Nuovo evento               | Nuovo evento | Nuovo evento                           | Nuovo evento         |

### La stagione
Prima di questa gara, l'atleta con la migliore prestazione dell'anno era:
| Pos. | Atleta                  | Prestazione | Data                                                 |
| ---- | ----------------------- | ----------- | ---------------------------------------------------- |
| 1    | Jürgen Hingsen Germania | 8 779 Pt    | 5 giugno 1983 Filderstadt-Bernhausen, Germania Ovest |

## Risultati
La classifica finale è stata la seguente.
     Il punteggio più alto registrato in ogni prova è evidenziato in giallo
| Pos. | Atleta               | Nazionalità      | 100m  | LJ   | SP    | HJ   | 400m  | 110mh | DT    | PV   | JT    | 1500m   | Punti totali | Note |
| ---- | -------------------- | ---------------- | ----- | ---- | ----- | ---- | ----- | ----- | ----- | ---- | ----- | ------- | ------------ | ---- |
| 1    | Daley Thompson       | Regno Unito      | 10"60 | 7,88 | 15,35 | 2,03 | 48"12 | 14"37 | 44,46 | 5,10 | 65,24 | 4'29"72 | 8666         |      |
| 2    | Jürgen Hingsen       | Germania Ovest   | 10"95 | 7,75 | 15,66 | 2,00 | 48"08 | 14"36 | 43,30 | 4,90 | 67,42 | 4'21"59 | 8561         |      |
| 3    | Siegfried Wentz      | Germania Ovest   | 10"94 | 7,24 | 15,11 | 2,00 | 48"09 | 14"13 | 44,98 | 4,70 | 75,08 | 4'28"52 | 8478         |      |
| 4    | Uwe Freimuth         | Germania Est     | 11"05 | 7,43 | 15,25 | 2,00 | 48"23 | 14"89 | 48,64 | 4,80 | 70,48 | 4'28"61 | 8433         |      |
| 5    | Stephan Niklaus      | Svizzera         | 10"96 | 7,06 | 14,88 | 2,03 | 48"12 | 15"06 | 48,74 | 4,20 | 73,94 | 4'49"35 | 8212         |      |
| 6    | Aleksandr Nevskij    | Unione Sovietica | 11"07 | 7,20 | 14,90 | 2,00 | 49"35 | 14"63 | 49,08 | 4,20 | 64,50 | 4'19"90 | 8201         |      |
| 7    | Torsten Voss         | Germania Est     | 10"69 | 7,48 | 14,12 | 2,03 | 48"02 | 14"49 | 38,10 | 4,60 | 60,08 | 4'31"19 | 8167         |      |
| 8    | Steffen Grummt       | Germania Est     | 11"18 | 7,26 | 16,14 | 1,91 | 48"97 | 14"61 | 46,98 | 4,50 | 64,54 | 4'32"56 | 8149         |      |
| 9    | Guido Kratschmer     | Germania Ovest   | 10"86 | 7,35 | 14,99 | 1,94 | 48"61 | 14"29 | 46,56 | 4,60 | 52,24 | 4'36"43 | 8096         |      |
| 10   | Dariusz Ludwig       | Polonia          | 11"17 | 7,29 | 13,77 | 2,00 | 49"84 | 15"33 | 43,90 | 4,70 | 62,00 | 4'26"05 | 7982         |      |
| 11   | Trond Skramstad      | Norvegia         | 11"20 | 6,90 | 13,53 | 2,00 | 49"13 | 14"90 | 38,18 | 4,50 | 59,78 | 4'18"18 | 7827         |      |
| 12   | Robert de Wit        | Paesi Bassi      | 11"36 | 6,70 | 12,73 | 1,97 | 49"46 | 14"76 | 42,28 | 4,60 | 59,70 | 4'18"92 | 7769         |      |
| 13   | Martin Machura       | Cecoslovacchia   | 11"17 | 7,27 | 14,45 | 2,00 | 50"24 | 16"23 | 48,08 | 4,40 | 56,28 | 4'56"76 | 7639         |      |
| 14   | Conny Silfver        | Svezia           | 11"41 | 6,64 | 14,80 | 1,91 | 51"55 | 15"00 | 41,70 | 4,40 | 60,08 | 4'36"94 | 7527         |      |
| 15   | Thrainn Hafsteinsson | Islanda          | 11"73 | 6,53 | 13,80 | 1,82 | 50"47 | 15"81 | 48,58 | 4,10 | 56,28 | 4'22"72 | 7356         |      |
| 16   | Joško Vlašić         | Jugoslavia       | 11"55 | 6,99 | 13,33 | 1,85 | 51"01 | 15"01 | 39,28 | 4,00 | 58,46 | 4'29"25 | 7329         |      |
| 17   | Angel Díaz           | Guatemala        | 11"65 | 6,37 | 8,98  | 1,91 | 52"01 | 16"15 | 25,70 | 3,50 | 50,90 | 4'29"42 | 6239         |      |
| 18   | Niulolo Pelesikoti   | Tonga            | 11"80 | 6,47 | 10,76 | 1,67 | 53"13 | 16"65 | 33,70 | 3,40 | nm    | 5'08"32 | 5332         |      |
|      | Harri Sundell        | Finlandia        | 11"11 | 7,23 | 13,95 | 2,06 | 49"49 | 14"72 | 42,10 | 4,30 | nm    | dns     | dnf          |      |
|      | Claudio Escauriza    | Paraguay         | 11"41 | 6,77 | 13,23 | 1,85 | 52"98 | 17"77 | 38,74 | 4,00 | dns   |         | dnf          |      |
|      | John Crist           | Stati Uniti      | 11"42 | 6,76 | 12,89 | 1,88 | 51"67 | dnf   | 42,02 | dns  |       |         | dnf          |      |
|      | Konstantin Akhapkin  | Unione Sovietica | 11"02 | 7,44 | 13,73 | 1,94 | 49"43 | dnf   | dns   |      |       |         | dnf          |      |
|      | Grigoriy Degtyaryev  | Unione Sovietica | 11"01 | 7,41 | 15,03 | nm   | dns   |       |       |      |       |         | dnf          |      |
|      | Mark Anderson        | Stati Uniti      | 11"39 | 6,83 | 13,61 | dns  |       |       |       |      |       |         | dnf          |      |
|      | Bacha Ahmed Mahour   | Algeria          | 11"64 | 6,69 | nm    | dns  |       |       |       |      |       |         | dnf          |      |